# William Bendix
William Bendix (14 de janeiro de 1906 - 14 de dezembro de 1964) foi um ator norte-americano de cinema, rádio e televisão. Ele recebeu uma indicação ao Oscar de Melhor Ator Coadjuvante por seu personagem no filme Wake Island de 1942.

## Biografia
Bendix, nasceu em Manhattan, único filho de Oscar Bendix e Hilda (née Carnell) Bendix. No início de 1920, Bendix foi batboy do time de baseball New York Yankees. Casou em 1927 com Theresa Stefanotti e começou a trabalhar como merceeiro até à Grande Depressão.
Começou sua carreira de ator com 30 anos por meio do Projeto Federal New Jersey Theater, e fez sua estreia no cinema em 1942 interpretando papéis coadjuvantes em dezenas de filmes de Hollywood, começando com aparições em filmes noir como The Glass Key (1942), que também contou com Brian Donlevy, Alan Ladd e Veronica Lake. Em 1944, Bendix apareceu ao lado de Carmen Miranda e Don Ameche em Greenwich Village, logo ganhou mais atenção depois de aparecer em Lifeboat de Alfred Hitchcock. Outros papéis de destaque incluem Babe Ruth em The Babe Ruth Story (1948) e Sir Sagramore em Na Corte do Rei Artur (1949). Também participou dos filmes The Time of Your Life (1948), estrelado por James Cagney e The Blue Dahlia (1946), ao lado novamente de Alan Ladd e Veronica Lake. Em 1949, Bendix estrelou uma adaptação cinematográfica de seu programa de rádio The Life of Riley.

## Morte
Bendix morreu em Los Angeles em 1964, de pneumonia lombar, resultado de uma doença de estômago crônica. Ele foi enterrado no San Fernando Mission Cemetery, em Mission Hills, Los Angeles.

## Filmografia parcial
| - Brooklyn Orchid (1942) - Woman of the Year (1942) - Wake Island (1942) – Nomeado ao Oscar de Melhor Ator Coadjuvante - Who Done It? (1942) - The Glass Key (1942) - Guadalcanal Diary (1943) - The Crystal Ball (1943) - China (1943) - Lifeboat (1944) - Macaco Peludo (1944) - Abroad with Two Yanks (1944) - Greenwich Village (1944) - It's in the Bag (1945) - A Bell for Adano (1945) - Two Years Before the Mast (1946) - The Dark Corner (1946) - Sentimental Journey (1946) - The Blue Dahlia (1946) - I'll Be Yours (1947) - Calcutta (1947) - The Web (1947) - Where There's Life (1947) - The Time of Your Life (1948) - Race Street (1948) | - The Babe Ruth Story (1948) - Cover Up (1949) - A Connecticut Yankee in King Arthur's Court (1949) - Streets of Laredo (1949) - The Big Steal (1949) - Kill the Umpire (1950) - Detective Story (1951) - Submarine Command (1951) - A Girl in Every Port (1952) - Macao (1952) - Blackbeard the Pirate (1952) - Dangerous Mission (1954) - Crashout (1955) - Battle Stations (1956) - The Deep Six (1958) - Westinghouse Desilu Playhouse: "The Time Element" (1958) - Série de TV - The Untouchables: "The Tri-State Gang" (1959) - Série de TV - The Rough and the Smooth (1959) - Idol on Parade (1959) - Johnny Nobody (1961) - Boys' Night Out (1962) - For Love or Money (1963) - The Young and the Brave (1963) - Law of the Lawless (1963) |